# Paolo Zanini
Paolo Zanini (Cremona, 31 maggio 1927 – 6 ottobre 2008) è stato un politico italiano.

## Biografia
Operaio, esponente del Partito Comunista Italiano, negli anni '70 fu consigliere comunale a Crema. 
Alle elezioni politiche del 1976 si candida al Senato con il PCI, non risultando eletto; poi subentra a Palazzo Madama nel dicembre 1978 dopo la morte di Lelio Basso, restando in carica per gli ultimi sei mesi della VII Legislatura. Alle successive elezioni politiche del giugno 1979 viene eletto deputato, confermando poi il proprio seggio a Montecitorio anche nel 1983; conclude il mandato parlamentare nel 1987.
Dal 1993 al 1994 è stato consigliere comunale a Cremosano.
Muore nell'ottobre 2008 all'età di 81 anni.